# Hellissandur
Hellissandur är en ort i republiken Island.   Den ligger i regionen Västlandet, i den västra delen av landet, i kommunen Snæfellsbær. Hellissandur ligger 1 meter över havet Antalet invånare är 372 (2022).

## Museum
Sevärt i byn är Fiskerimuseet (Sjóminjasafn í Sjómannagarðinum). Här finns bl.a. en typisk fiskarbostad av torv, med torvtak, troget ombyggd. Museet är också känt för de två fartyg som finns utställda där och som Hellissandur var hemmahamn för: Bliki, det äldsta djuphavsfiskefartyget som fortfarande finns på Island idag, byggdes 1826 och Ólafur byggdes 1875. Båda byggdes på Flatey i fjorden Breiðafjörður.

## Kyrka
Hellissandurs kyrka, den relativt stora Ingjaldshólskirkja på kullen Ingjaldshóll, ligger inte i själva byn, utan ungefär en kilometer utanför, mellan Hellissandur och grannbyn Rif. Den byggdes av sten 1903.
Den här artikeln är helt eller delvis baserad på material från tyskspråkiga Wikipedia, Hellissandur, 10 mars 2022.